# Bughajdid
Bughajdid (arab. بغيديد) – wieś w Syrii, w muhafazie Hama. W 2004 roku liczyła 50 mieszkańców.